# OSOAVIAJIM
El OSOAVIAJIM (en ruso: ОСОАВИАХИМ, acrónimo de Союз обществ содействия обороне и авиационно-химическому строительству СССР, Unión de Sociedades de Asistencia para la Defensa, la Aviación y la Construcción Química de la URSS) fue una sociedad fundada el 27 de enero de 1927, cuyo objetivo declarado fue la ”preparación patriótica de la población y la preparación para la defensa nacional de la Madre Patria soviética”.
El objetivo de esta sociedad fue la preparación de las reservas de la Fuerzas Armadas. Pronto se convirtió en una poderosa organización militarizada, con sus propios aeródromos, clubs de radio, torres de paracaidismo y campos de tiro. Se convirtió en un objetivo de prestigio y reconocimiento social la consecución de las insignias que otorgaba la organización, como los “Paracaidistas de Voroshilov” (Ворошиловский стрелок), los “Ecuestres de Voroshilov” (Ворошиловский всадник), etc. 
Gradualmente se convirtió el OSOAVIAJIM en una especie de refuerzo en el entrenamiento militar, impartiendo cursos en disciplinas avanzadas como tácticas, topografía y armamento. La afiliación podía iniciarse a los 14 años, siendo esto bastante habitual. En 1941 se calculaba que alcanzaban los 13 millones de afiliados.

## Antecedentes
En 1920, durante la Guerra Civil Rusa, se establecen agrupaciones voluntarias para la defensa y sociedades científicas militares. Estas sociedades fueron renombradas en 1926 como sociedades de ayuda par la defensa de la URSS (Общество содействия обороне СССР).

## Fundación
Oficialmente se funda el OSOAVIAJIM el 23 de enero de 1927, llevándose a cabo el 10 de febrero el primer congreso de las organizaciones urbanas de Moscú, unificándose dentro del Osoaviajim las organizaciones:
- OSO (Sociedad de Ayuda a la Defensa, en ruso: ОСО; Общество Содействия Обороне).
- ODVF (Sociedad de Amigos de la Fuerza Aérea, en ruso: ОДВФ, Общество друзей Воздушного флота).
- DOBROJIM URSS (Sociedad de amigos de la Defensa Química e Industria Química de la URSS, en ruso: Доброхим СССР, Общество друзей химической обороны и химической промышленности СССР)

En 1931 se establece el programa Preparación para el Trabajo y Defensa de la URSS. Al año siguiente, se aprueba la insignia de “Tiradores de Voroshilov”, así como se funda en la planta N.º 22 de aeronaves de Moscú, la primera escuela del país para la preparación de pilotos y otros especialistas en aviación. Se componía de seis secciones:
- Vuelo
- Planeadores
- Motores aéreos
- Paracaidismo
- Deslizadores
- Aeromodelismo y proyectos de construcción de aviones deportivos.

En 1933, en la fábrica de confecciones “Bolchevique”, se crea la primera fuerza paracaidista, lo que es el inicio de la masiva expansión de este deporte en la URSS. Se organizó también una fuerza sanitaria paracaidista femenina. De ahí se expandió al objetivo de cubrir la formación física, cultural, laboral y en la ciencia militar de los jóvenes.
El 10 de marzo de 1934 el Osoaviajim establece un nuevo rango en los “Tiradores de Voroshilov” como de I y II categoría dependiendo en las calificaciones de tiro. En abril del mismo año, la empresa electrocombinada Kubishev es nombrada “Fortaleza de la Defensa” por la gran actividad de su organización Osoaviajim. En otoño se abre un nuevo club de “Tiradores de Voroshilov” en el Óblast de Bauman. Los “Tiradores de Voroshilov” reciben el honor de representar a la organización en competiciones internacionales. El 13 de agosto de 1934 Nina Kamenev bate el récord de salto al hacerlo a 3000 metros abriendo el paracaídas a 200 m del suelo. El 20 de septiembre de 1934 pública en el periódico de la organización “En Guardia” las normas para la preparación “defensa antiaérea y defensa antigás”.
El 19 de noviembre de 1935, establece el Presidium del Comité Central del Osoaviajim la organización de los “pioneros” en el Osoaviajim. En 1936 se determina que para la obtención de la II categoría de “Tiradores de Voroshilov”, las pruebas sean realizadas con fusiles de combate. Este mismo año se organizan los primeros campeonatos escolares en Moscú.
El 28 de enero de 1937 se establecen los albergues de la organización, así como sus normas de funcionamiento educativo. Se colocan las placas identificativas en los edificios. El 8 de mayo de 1938 M. Zyurin establece el primer récord reconocido por la Federación Internacional de Aviación (FAI), con el vuelo de un prototipo que con un litro de gasolina voló en línea recta 21 km y 857 m .

## Preparación para el conflicto
En 1939 el Osoaviajim de Moscú cuenta con 23 organizaciones distritales. El 27 de agosto de 1940, el Comité Central del Osoaviajim tomó la decisión de la “reconstrucción del entrenamiento militar de los miembros del Osoaviajim. Se instaura un sistema rotatorio con subdivisiones de entrenamiento. Se crean grupos, mandos y fuerzas. A principios de 1941, Moscú tenía más de 4.000 grupos, con más de 100 mandos y 230 fuerzas. Habían recibido entrenamiento sobre 81.000 personas. En el periodo 1939-1940 fueron preparados 3.248 grupos de autodefensa, 1.138 puntos de servicio para la defensa antiaérea y química, y 6.000 mandos de puntos de servicio. En 1940 la defensa aérea y química involucró a más de 770.000 habitantes de la ciudad.

## Estallido del conflicto
En 1941, Moscú contaba con 6.790 organizaciones de pioneros del Osoaviajim y 860.000 miembros de la sociedad. El Comité Central de la URSS adjudica al Osoaviajim la responsabilidad de la preparación de la población para la defensa antiaérea, así como ordena la preparación militar de todos los ciudadanos desde 16 a 50 años. El Osoaviajim crea centros de entrenamiento de tiro, extendiéndose en 1942 a todos los distritos de la ciudad. Durante 1942 son preparados como “Tiradores de Voroshílov” (en:Voroshilov Sharpshooter) más de 25.000 especialistas (ametralladores, francotiradores y destructores de tanques), aprovisionando a muchas unidades de combate. En 1943 el Osoaviajim se organiza en escuadras, pelotones, compañías y batallones, convirtiéndose en la organización básica de entrenamiento militar de los ciudadanos. 
Durante la Gran Guerra Patria (1941-1945), en Moscú el Osoaviajim organizó el centro de fusileros N.º 1 y N.º 2, la escuela de francotiradores, la escuela naval, la escuela N.º 1, N.º 2 y N.º 3 de defensa aérea y química, la escuela N.º 1 y N.º 2 de enlaces, de automovilismo, la escuela central de enlace, la escuela de radio, el club de paracaidismo y planeadores, la escuela de caballería, el entrenamiento de guías de perros, etc. Todas estas escuelas prepararon más de 383.000 especialistas, incluyendo 11.233 francotiradores, 6.332 operadores de radio, 23.005 servidores de ametralladoras pesadas, 42.671 tiradores de ametralladoras ligeras, 33.102 servidores de morteros, 15.283 destructores de tanques. La escuela de perros preparó más de 1.825 perros para los distintos competidos especiales del Ejército Rojo de obreros y campesinos. Para finales de la guerra, en 1945, el Osoaviajim contaba con 183 compañías, encuadradas en 41 batallones.

## Postguerra
En Moscú, en 1946 se funda el club de tiro deportivo. El 1 de abril de 1947 se fundan el aeroclub N.º 1, N.º 2 y N.º 3. El mismo año se funda el club de radioaficionados, así como cuatro clubs para el entrenamiento de futuros motociclistas para las fuerzas armadas en Dzhezhinsk, Kiev, Kúibyshev y Proletarsky.
El 16 de enero de 1948, por decreto N.º 77 del Consejo de Ministros, el OSOAVIAJIM se divide en:
- DOSARM - Sociedad Voluntaria de Apoyo al Ejército (ДОСАРМ - Добровольное общество содействия армии)
- DOSAV – Sociedad Voluntaria de Apoyo a la Fuerza Aérea (ДОСАВ - Добровольное общество содействия авиации)
- DOSFLOT – Sociedad Voluntaria de Apoyo a la Armada (ДОСФЛОТ - Добровольное общество содействия флоту).

En 1951 se transforma en el DOSAAF (ДОСААФ, Добровольное Общество Содействия Армии, Авиации и Флоту).

## Publicaciones
- Л. Борисов. Оборонно-массовая работа ОСОАВИАХИМА (1927—1941 гг.). // «Военно-исторический журнал», № 8, 1967 стр.40-51